# Моделювання задачі N тіл

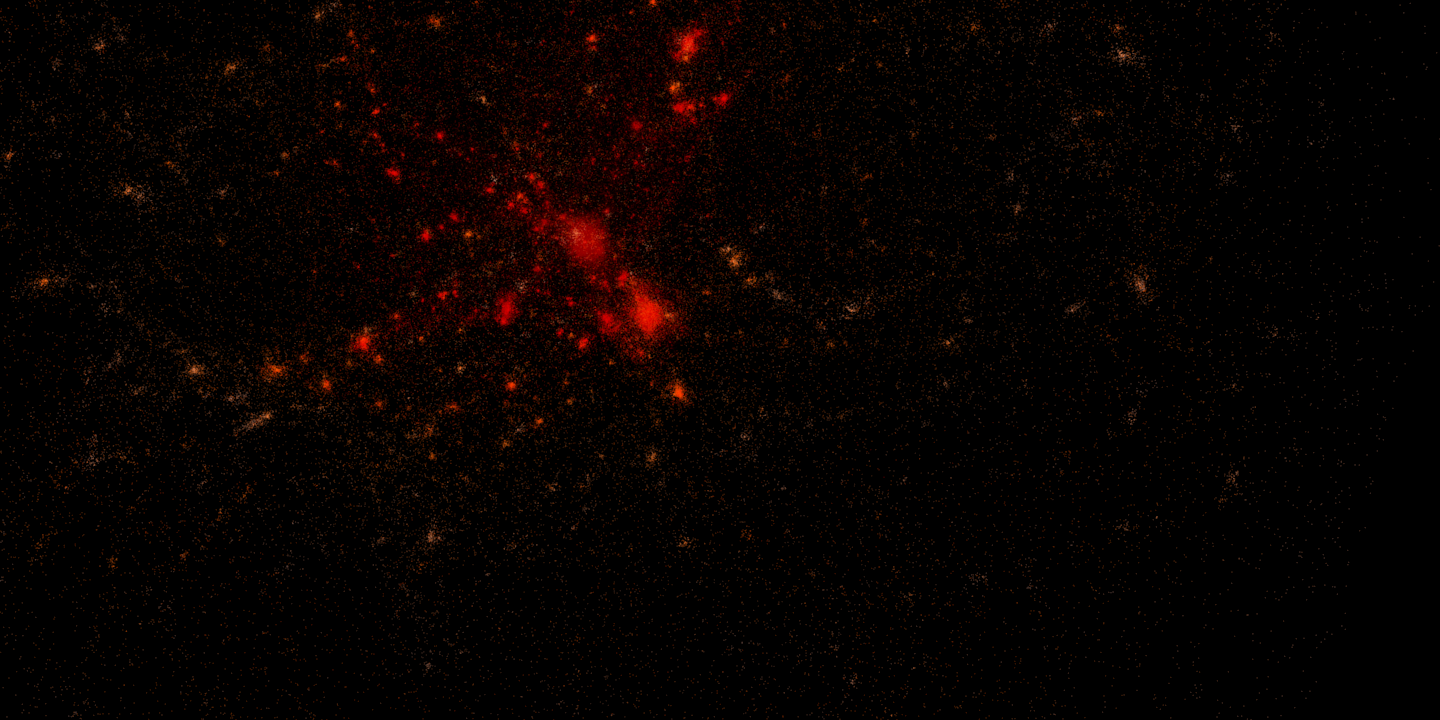
Моделювання задачі N тіл: утворення скупчення галактик під час розширення Всесвіту

Моделювання задачі N тіл — моделювання динамічної системи частинок, що перебувають під впливом однієї або кількох фізичних сил, наприклад гравітації. Моделювання гравітаційної задачі N тіл широко застосовують в астрофізиці, від дослідження динаміки систем кількох тіл, таких як система Земля-Місяць-Сонце, до розуміння еволюції великомасштабної структури Всесвіту. У фізичній космології моделювання задачі N тіл застосовують для вивчення процесів нелінійного формування різних структур, таких як галактичні нитки та галактичне гало, під впливом темної матерії. Також прямі моделювання задачі n тіл застосовують для вивчення динамічної еволюції зоряних скупчень.  

## Природа тіл
«Тіла» в моделі не обов'язково відповідають фізичним об'єктам, що трапляються в природі. Наприклад, у моделі зоряного скупчення можна розглядати як окреме тіло кожну зорю, тоді кожне таке тіло відповідає конкретному фізичному об'єкту. Однак, у моделі газової хмари розглядати як окреме тіло кожен атом чи молекулу газу неможливо, бо це буде приблизно 1023 тіл для кожного моля газу(див.сталу Авогадро), тому одне «тіло» моделі буде являти собою якийсь об'єм газу (часто реалізовується за допомогою гідродинаміки згладжених частинок). Кожне таке тіло не матиме відповідного фізичного об'єкту, його обирають як компроміс між точністю та обчислювальними ресурсами.

## Пряме гравітаційне моделювання N тіл
У прямій гравітаційній моделі n тіл рівняння руху системи n частинок під впливом взаємних гравітаційних сил чисельно інтегруються без будь-яких спрощених наближень. Такі розрахунки застосовують, коли взаємодія між окремими об'єктами, такими як зорі чи планети, є важливою особливістю розвитку системи.
Перше пряме моделювання гравітаційної задачі N тіл здійснив 1941 року Ерік Холмберг у Лундській обсерваторії. Він визначав сили між зорями під час зіткнення галактик за допомогою математичної еквівалентності між поширенням світла та гравітаційною взаємодією. Потім Себастіан фон Хернер зробив точні обчислення моделювання в гайдельберзькому астрономічному обчислювальному інституті (Німеччина). Свер Арсет у Кембриджському університеті  присвятив своє наукове життя розробці серії високоефективних програм вирішення задачі n тіл для астрофізичних застосувань, які використовують адаптивні (ієрархічні) проміжки часу, схему сусідства Ахмада-Кохена та регуляризацію зближення. Регуляризація — це математичний прийом для уникнення сингулярності в ньютонівському законі тяжіння для двох частинок, які зближуються дуже тісно. Коди Свера Арсета застосовують для вивчення динаміки зоряних скупчень, планетних систем та ядер галактик.

## Моделювання по загальній теорії відносності
Багато моделей є громіздкими, тому ефективність загальної теорії відносності при створенні космології Фрідмана — Леметра — Робертсона — Вокера не є значною. Тому в моделях включено еволюційну міру відстані (або масштабного фактора) в системі координат, яка змушує частинки сповільнюватись (відбувається червоний зміщення їхньої фізичної енергії). Проте внесок загальної теорії відносності та скінченної швидкості гравітації можна ігнорувати, оскільки типові динамічні часові шкали мають довгий час порівняно з часом світлового перетину для моделі, а просторово-часова кривина, індукована частинками, й швидкості частинок невеликі. Граничні умови цих космологічних моделей зазвичай є періодичними (або тороїдальними), тому один край тесту моделі збігається з протилежним краєм.

## Оптимізація розрахунків
Моделі в задачі N тіл прості, оскільки вони містять лише інтегрування 6*N звичайних диференціальних рівнянь, що визначають рух частинок в гравітації Ньютона. На практиці, кількість частинок (N) у моделі зазвичай дуже велике (типові моделі містять декілька мільйонів частинок, моделювання тисячоліття включає десять мільярдів), а кількість взаємодій між частинками, що потребують обчислення, збільшується до величин порядку N*N, що робить пряме інтегрування диференціальних рівнянь надто складним для обчислення. Тому, зазвичай застосовують низку вдосконалень.
Чисельне інтегрування зазвичай виконують із невеликим кроком за часом, застосовуючи такий спосіб, як інтегрування-перестрибування[уточнити]. Усі способи чисельного інтегрування призводять до похибок, і хоча менші проміжки часу дають менші похибки, однак вони працюють повільніше. Інтегрування-перестрибування мають приблизно другий порядок точності, тоді як інші методи чисельного інтегрування, такі як методи Рунге-Кутта, можуть мати точність 4-го або й вищого порядку.
Одне з найпростіших удосконалень полягає в тому, що кожна частинка має власну змінну, що змінюється з часом, тому не всі частинки повинні максимально збільшувати швидкість у найкоротший час[уточнити].
Для зменшення часу для розрахунку таких моделей, існує два основні підходи наближення. Вони дозволяють зменшити складність обчислення до O(N log N), але з деякою втратою точності.

### Методи дерев
У методах дерев, таких як моделювання Барнса-Хата, зазвичай застосовується дерево октантів, для того, щоб розділити весь об'єм на кубічні комірки таким чином, що потрібно обробляти індивідуально тільки тіла в сусідніх комірках, а тіла, що перебувають у віддалених комірках, можна розглядати як одне велике тіло, розташоване в центрі мас комірки (або як багатополюсне розширення низького порядку). Це може суттєво зменшити кількість взаємодіючих пар тіл, які необхідно обчислювати. Щоб розрахунок такої моделі був вдалим, потрібно зменшувати комірки в місцях тісної взаємодії (де збирається багато тіл). Для розрахунку моделі, де частинки розподілені нерівномірно, застосовують методи розкладання пар Каллахана та Косаражу, що дають оптимальний час O(n log n) на ітерацію з фіксованим розміром.

### Метод сіток
Ще однією можливістю вдосконалення моделі n тіл є метод сітчастих елементів, в якому простір розділено на сітці, де для розрахунку гравітаційного потенціалу частинки розподіляють між сусідніми вершинами сітки. Потенційну енергію Φ  легко знайти з рівняння Пуассона:
{\displaystyle \nabla ^{2}\Phi =4\pi G{\rho },\,}, де:
- G — гравітаційна стала,
- {\displaystyle {\rho }} — кількість частинок у вершинах сітки.

Таке рівняння легко розв'язується застосуванням швидке перетворення Фур'є для переходу до частотної області, де рівняння Пуассона має просту форму.
{\displaystyle {\hat {\Phi }}=-4\pi G{\frac {\hat {\rho }}{k^{2}}},\,}
де {\displaystyle {\vec {k}}}- це сполучна хвильова цифра, а шапочки позначають перетворення Фур'є.  Гравітаційне поле тепер можна знайти шляхом множення на {\displaystyle {\vec {k}}} та застосуванням оберненого перетворення Фур'є (або обчислення зворотного перетворення, а потім використання якогось іншого методу). Оскільки цей метод обмежений розміром сітки, то на практиці використовується менша сітка або інший підхід (наприклад, поєднання з методом дерев або простим алгоритмом частинок) для обчислення маломасштабних сил. Іноді застосовують адаптивну сітку, в якій у місцях тісної взаємодії вершини розташовані густіше.

### Оптимізаця для спеціальних випадків
Кілька різних алгоритмів гравітаційного збурення застосовують для отримання досить точних оцінок об'єктів у Сонячній системі.
Дуже часто люди вирішують помістити супутник на заморожену орбіту[уточнити]. Шлях супутника, який є близьким до поверхні Землю, можна точно змоделювати, починаючи з еліптичної орбіти, що складається з двох тіл, навколо центру Землі, і додаючи невеликі поправки через сплющеність Землі, гравітаційне тяжіння Сонця й Місяця, атмосферний тиск і т. д. Можна знайти заморожену орбіту без розрахунку фактичного шляху супутника.
Шлях невеликої планети, комети чи міжпланетного космічного апарата можна досить точно змоделювати, виходячи з його стаціонарної еліптичної орбіти навколо Сонця, і додаючи невеликі поправки, що виникають через гравітаційне тяжіння великих планет на їхніх відомих орбітах.
Деякі характеристики довгострокових шляхів системи частинок можна розрахувати точно. Фактичний шлях будь-якої конкретної частинки не потрібно розраховувати як проміжний етап. Такі характеристики включають стійкість Ляпунова, час Ляпунова, різні вимірювання з ергодичної теорії тощо.

## Системи з двох частинок
Хоча в типовому моделюванні існують мільйони або мільярди частинок, вони, як правило, відповідають реальній частинці з дуже великою масою порядку 109 сонячних мас. Це може спричинити проблеми з короткотривалою взаємодією між частинками, такими як утворення двочастинкових двійкових систем. Оскільки частинки призначені для представлення великої кількості частинок темної матерії або груп зірок, то ці двійкові системи є нефізичними. Щоб запобігти цьому, використовується пом'якшений закон Ньютона, який не відхиляється як обернений квадратний радіус на коротких відстанях. Більшість симуляцій реалізовують це зовсім природно, виконуючи симуляцію на клітинах кінцевого розміру. Важливо застосовувати процедуру дискретизації таким чином, щоб частинки завжди надавали собі зникаючу силу.

## Включення баріонів, лептонів і фотонів у моделі
Багато моделей імітують тільки холодну темну матерію і, таким чином, містять лише сили тяжіння. Включення в модель баріонів, лептонів і фотонів різко збільшує її складність, і тому часто потрібно застосовувати радикальні спрощення основної фізики. Однак це надзвичайно важлива сфера, у якій завдяки сучасним моделям намагаються зрозуміти процеси, що відбуваються під час формування галактики, які могли б пояснити зміщення галактики.

## Обчислювальна складність
Рейф і інші доводять, що якщо задача досяжності N-тіла визначається наступним чином: дано N тіл, що задовольняють закон фіксованого електростатичного потенціалу, визначаючи, чи тіло досягає кульки призначення в заданий момент часу, коли нам потрібні полі (N) біти точності і цільовий час поля (N), то ця задача знаходиться в  класі складності PSPACE.
З іншого боку, якщо питання полягає в тому, чи тіло в кінцевому рахунку досягає мети призначення, то проблема знаходиться в класі складності PSPACE. Ці межі базуються на аналогічних границях складності, отриманих для трасування променів.